# Bee Gees' 1st
Bee Gees' 1st é o terceiro álbum de estúdio dos Bee Gees, o primeiro internacionalmente. Fez bem em várias partes do mundo, alcançando até o top 10, e emplacando sucessos eternos como New York Mining Disaster 1941 e To Love Somebody.
| Críticas profissionais                                                      | Críticas profissionais |
| Avaliações da crítica                                                       | Avaliações da crítica  |
| Fonte                                                                       | Avaliação              |
| --------------------------------------------------------------------------- | ---------------------- |
| All Music Guide                                                             | [ 1 ]                  |
| Esta tabela precisa de ser acompanhada por texto em prosa. Consulte o guia. |                        |

## Faixas
| Lista de faixas |                                                  |                                        |                        |         |  |
| N.º             | Título                                           | Compositor(es)                         | Vocais principais      | Duração |  |
| 1.              | "Turn of the Century"                            | Barry Gibb / Robin Gibb                | Barry e Robin          | 2:29    |  |
| 2.              | "Holiday"                                        | Barry Gibb / Robin Gibb                | Barry e Robin          | 2:53    |  |
| 3.              | "Red Chair, Fade Away"                           | Barry Gibb / Robin Gibb                | Barry                  | 2:21    |  |
| 4.              | "One Minute Woman"                               | Barry Gibb / Robin Gibb                | Barry                  | 2:20    |  |
| 5.              | "In My Own Time"                                 | Barry Gibb / Robin Gibb                | Barry e Robin          | 2:17    |  |
| 6.              | "Every Christian Lion-Hearted Man Will Show You" | Barry Gibb / Robin Gibb / Maurice Gibb | Barry e Robin          | 3:40    |  |
| 7.              | "Craise Finton Kirk Royal Academy of Arts"       | Barry Gibb / Robin Gibb                | Robin                  | 2:20    |  |
| 8.              | "New York Mining Disaster 1941"                  | Barry Gibb / Robin Gibb                | Barry e Robin          | 2:09    |  |
| 9.              | "Cucumber Castle"                                | Barry Gibb / Robin Gibb                | Barry                  |         |  |
| 10.             | "To Love Somebody"                               | Barry Gibb / Robin Gibb                | Barry                  | 2:57    |  |
| 11.             | "I Close My Eyes"                                | Barry Gibb / Robin Gibb / Maurice Gibb | Barry e Robin          | 2:25    |  |
| 12.             | "I Can't See Nobody"                             | Barry Gibb / Robin Gibb                | Robin                  | 3:47    |  |
| 13.             | "Please Read Me"                                 | Barry Gibb / Robin Gibb                | Barry, Robin e Maurice | 2:19    |  |
| 14.             | "Close Another Door"                             | Barry Gibb / Robin Gibb / Maurice Gibb | Robin e Barry          | 3:29    |  |
| Duração total:  | Duração total:                                   | Duração total:                         | Duração total:         | 33:26   |  |

Relançamento de 2006
O disco foi relançado em disco duplo pela Reprise Records em 2006, na caixa The Studio Albums: 1967-1968 junto dos álbuns Horizontal e Idea. No primeiro disco, ficaram as 14 faixas estéreo do álbum e depois as mesmas faixas na versão mono. No segundo disco, vieram à tona várias gravações inéditas da época do álbum, distribuídas desta forma:
| Lista de faixas |                                                             |                                        |                   |         |  |
| N.º             | Título                                                      | Compositor(es)                         | Vocais principais | Duração |  |
| 1.              | "Turn of the Century" (Early Version)                       | Barry Gibb / Robin Gibb                | Barry e Robin     | 2:21    |  |
| 2.              | "One Minute Woman" (Early Version)                          | Barry Gibb / Robin Gibb                | Barry e Robin     | 2:17    |  |
| 3.              | "Gilbert Green"                                             | Barry Gibb / Robin Gibb / Maurice Gibb | Barry e Robin     | 3:05    |  |
| 4.              | "New York Mining Disaster 1941" (Version One)               | Barry Gibb / Robin Gibb                | Robin             | 2:03    |  |
| 5.              | "House of Lords"                                            | Barry Gibb / Robin Gibb / Maurice Gibb | Robin             | 2:50    |  |
| 6.              | "Cucumber Castle" (Early Version)                           | Barry Gibb / Robin Gibb                | Barry             | 2:04    |  |
| 7.              | "Harry Braff" (Early Alternate Version)                     | Barry Gibb / Robin Gibb / Maurice Gibb | Robin             | 3:10    |  |
| 8.              | "I Close My Eyes" (Early Version)                           | Barry Gibb / Robin Gibb / Maurice Gibb | Barry e Robin     | 2:28    |  |
| 9.              | "I've Got to Learn"                                         | Barry Gibb / Robin Gibb / Maurice Gibb | Robin             | 2:50    |  |
| 10.             | "I Can't See Nobody" (Alternate Take)                       | Barry Gibb / Robin Gibb                | Robin             | 3:51    |  |
| 11.             | "All Around My Clock"                                       | Barry Gibb / Robin Gibb / Maurice Gibb | Barry e Robin     | 2:00    |  |
| 12.             | "Mr. Wallor's Wailing Wall"                                 |                                        | Robin             | 2:38    |  |
| 13.             | "Craise Finton Kirk Royal Academy of Arts" (Alternate Take) | Barry Gibb / Robin Gibb                | Robin             | 2:17    |  |
| 14.             | "New York Mining Disaster 1941" (Version Two)               | Barry Gibb / Robin Gibb                | Robin             | 2:39    |  |

## Outtakes
- "Life" (B. Gibb/R. Gibb/M. Gibb) -?

## Ficha técnica
- Barry Gibb - Vocal, violão
- Robin Gibb - Vocal, órgão
- Maurice Gibb - Vocal, baixo, piano, órgão, cravo, mellotron, violão
- Vince Melouney - Guitarra
- Colin Petersen - Bateria
- Bill Shepherd - Arranjo de orquestra (1, 2, 4, 6, 7, 9, 10, 12, 13, 14)
- Phil Dennys - Arranjo de orquestra (3, 5, 8, 11)
- Mike Claydon - Engenheiro de áudio
- Robert Stigwood - Produção
- Ossie Byrne - Produção

Gravado entre março e abril de 1967, Estúdios IBC, Londres

## Posições nas paradas
- #2 (França)
- #3 (Chile)
- #4 (Alemanha)
- #5 (Noruega)
- #7 (EUA)
- #8 (Reino Unido)
- #10 (Austrália)

## Singles
1. Abril de 1967
A: New York Mining Disaster 1941
B: I Can't See Nobody
2. Junho de 1967
A: To Love Somebody
B: Close Another Door
3. Setembro de 1967
A: Holiday
B: Every Christian Lion-Hearted Man Will Show You (EUA) ou Red Chair, Fade Away (EUR)